# Zequinha Marinho
José da Cruz Marinho, também conhecido como Zequinha Marinho (Araguacema, Tocantins, 18 de setembro de 1959), é um pedagogo, técnico em contabilidade e político brasileiro, filiado ao Podemos (PODE). É atualmente senador da República pelo Pará, estado do qual foi vice-governador entre 2015 e 2019.

## Biografia
Nascido no interior de Araguacema, filho de Eduardo Marinho e Carolina Marinho. Se casou com a pedagoga e política Júlia Godinho Marinho, e iniciou sua carreira no município de Conceição do Araguaia, onde trabalhou como comerciário, técnico em contabilidade, servidor público municipal e funcionário do Banco da Amazônia. É formado em Pedagogia pela Universidade do Estado do Pará (UEPA), Bacharel em Teologia pela Faculdade João Calvino (DF), técnico em contabilidade e pós-graduando em Administração Pública na Faculdade Internacional (PR). Também é Evangelista da Assembleia de Deus, pertencendo à Convenção de Ministros e Igrejas Assembleia de Deus do Estado do Pará – COMIEADEPA.

## Trajetória e Atuação Política

#### Deputado Estadual
Iniciou sua vida política em 1994, se candidatando ao cargo de Deputado Estadual pelo PDT, partido que estava filiado desde 1992, recebendo 7.965 votos. Na suplência, posteriormente foi efetivado ao cargo parlamentar em 1997. Em 1998, se reelege ao cargo com 16.060 votos.

#### Deputado Federal
Em 2002, Marinho se candidatou ao cargo de Deputado Federal, se elegendo com 76.177 votos, alcançando a 10ª colocação entre os demais concorrentes. Ao longo de seu primeiro mandato em Brasília, fez parte de diversos partidos políticos: ao assumir o mandato em 2003, ingressou no PTB, sendo que no mesmo ano, foi para o PSC, onde permaneceu até 2005, quando se filiou ao PMDB; no mesmo ano, chegou a ficar por certo período sem filiação até retornar ao PSC, onde disputou a reeleição em 2006, se elegendo com 91.577 votos, como o 12º mais votado do estado. Após o pleito, retirou-se novamente do PSC, e retornou ao PMDB, onde permaneceu até 2009, quando retornou ao seu partido anterior, estando filiado até hoje. Em 2010, foi novamente candidato à Câmara Federal, sendo eleito pela terceira vez consecutiva com 147.615 votos, o 7º mais votado.

#### Governo do Estado como Vice
Em 2014, se candidatou ao cargo de vice-governador do Pará na chapa do então governador e postulante a reeleição Simão Jatene do PSDB, sendo eleito no segundo turno. Tornou-se o primeiro vice-governador da Região Sul do Estado. Sua esposa foi eleita deputada federal na mesma eleição.

#### Senado
É membro da bancada evangélica. Foi eleito em 2018 para o Senado Federal.
Em 2021, deixa o PSC e se filia ao PL, onde saiu candidato ao governo do Pará em 2022, em uma coligação encabeçada pelo seu antigo partido, o PSC, e o Patriota, intitulada União do Bem Pelo Pará, sendo um dos candidatos ligados ao Presidente da República e candidato a reeleição, Jair Bolsonaro (PL). Fechou em 2º lugar, com 1.201.079 votos, equivalente a 27,13% dos votos válidos, sendo derrotado pelo seu ex-aliado, Helder Barbalho (MDB), num pleito decidido no primeiro turno.

## Controvérsias

### Escândalo dos sanguessugas
Em maio de 2006, uma matéria publicada pela Folha de S. Paulo destacou que Zequinha Marinho foi apontado pela ex-assessora do Ministério da Saúde, Maria da Penha Lino, como um dos deputados federais envolvidos no episódio que ficou conhecido como "Escândalo dos sanguessugas", esquema de desvio de dinheiro público destinado à compra de ambulâncias superfaturadas. Seu nome não constava, no entanto, nas listas posteriormente divulgadas de parlamentares sob investigação.
A informação do suposto apontamento, entretanto provou-se equivocada. O senador Zequinha Marinho não se envolveu nesse triste episódio, tanto é que, como diz a própria nota, "seu nome não constava, no entanto, nas (das) listas posteriormente divulgadas de parlamentares sob investigação". 

### Deputado da 'caixinha'
Em 2011, uma reportagem do portal Congresso em Foco, apurou a demissão de um assessor do então deputado Zequinha Marinho e denunciou um suposto esquema de cobrança de 5% sobre os ganhos de funcionários dos gabinetes parlamentares, cujos recursos seriam destinados ao Partido Social Cristão (PSC). Além de apresentar documentos que comprovavam a prática, o site afirmou que o pagamento era compulsório, sendo o funcionário filiado ou não à legenda. Uma semana após a divulgação da matéria, Zequinha Marinho admitiu a existência da prática conhecida como 'caixinha' e afirmou que a cobrança foi uma decisão da Executiva do PSC no Pará, que também determinou a demissão de quem não aceitasse a resolução. Em 2012, a Procuradoria da República do Distrito Federal abriu inquérito civil para avaliar “possível afronta ao princípio da moralidade administrativa” e, em 2013, o Supremo Tribunal Federal (STF) abriu inquérito para investigar Zequinha Marinho pelos crimes de peculato e concussão, além de determinar a oitiva de 23 servidores e ex-servidores do então deputado pela Polícia Federal. Em 2016, já vice-governador do Pará, Zequinha Marinho virou réu na Justiça com a abertura de ação penal pela 2ª Seção do Tribunal Regional Federal (TRF) da 1ª Região após denúncia do Ministério Público Federal (MPF), que pediu a perda do mandato do político e a sua condenação.
Trata-se, contudo, de uma acusação baseada em falsas informações, cujo processo foi recentemente remetido ao STF para julgamento. O senador Zequinha Marinho jamais admitiu "a existência da prática conhecida como 'caixinha', até porque, no âmbito do seu Gabinete como Deputado Federal tal prática nunca existiu. Também não é verdade que o Senador teria demitido servidores que eventualmente não acolheram qualquer decisão da executiva do então PSC. Embora a acusação já tenha sido categoricamente refutada perante o TRF, o Senador aguarda a escorreita análise das razões que comprovam sua inocência ante a Suprema Corte.  

### Pedido de cassação por caixa 2
Em janeiro de 2021, o Ministério Público (MP) pediu ao Tribunal Superior Eleitoral (TSE) a cassação do mandato do senador Zequinha Marinho por irregularidades na captação de recursos e gastos na campanha de 2018. O MP acusou Marinho de não declarar despesas com a realização de comícios, montagem e iluminação de palco, sonorização, produção de jingle, filmagem e fotografia de eventos, utilização de carros e trio elétrico. Além disso, o MP também pediu a cassação do diploma de Júlia Marinho, esposa de Zequinha, que é suplente na Câmara dos Deputados, acusada de desvirtuar o uso de ao menos R$ 2,3 milhões da cota de gênero do fundo eleitoral para a campanha do marido, segundo a Procuradoria Eleitoral do Pará.
O Senador Zequinha Marinho, no entanto, declarou regularmente todas as suas despesas de campanha para o cargo de senador, que hoje, orgulhosamente, ocupa. Não há nenhuma prova de qualquer irregularidade nas suas prestações de contas. Inclusive, o senador foi absolvido por grande maioria no Tribunal Regional Eleitoral do Pará (TRE-PA) 

### Esquema de extração de madeira ilegal
Em abril de 2021, em entrevista à Rádio CBN, o então ministro do Meio Ambiente, Ricardo Salles, acusou o senador Zequinha Marinho de ter pedido a liberação de mais de 226 mil metros cúbicos de madeira em tora apreendidos pela Polícia Federal, durante a Operação Handroanthus GLO, na divisa dos estados do Pará e do Amazonas. Em resposta à acusação, a assessoria de imprensa de Zequinha Marinho confirmou a reunião com Salles sobre a apreensão de madeira e afirmou em nota que "o senador buscou as autoridades federais como forma de entender o ocorrido na Amazônia" e que o político considera que "a apreensão foi feita de forma arbitrária, desarrazoada e inapropriada, não seguindo o rito estabelecido em um processo legal".
A própria nota apresenta a limitada participação do Senador Zequinha Marinho nesse episódio. O Senador se reuniu algumas vezes com então Ministro do Meio Ambiente Ricardo Salles, para tratar de diversos assuntos relacionados aos problemas de regularização fundiária no Pará e outros temas correlatos e sempre exigiu que as ações do poder público devam obedecer rigorosamente o devido processo legal, por isso jamais concordaria com um processo irregular e arbitrário de apreensão de madeira ou de outro material, notadamente quando há comprovação da legalidade da extração e do transporte.  Inclusive, o delegado da PF que teria feito acusações contra deputados e senadores foi severamente punido pela corporação por "transgressões disciplinares" e insubordinação. https://veja.abril.com.br/coluna/radar/pf-pune-delegado-saraiva-por-tentar-destruir-a-reputacao-de-ex-diretor/  https://noticias.uol.com.br/ultimas-noticias/agencia-estado/2024/07/23/corregedoria-da-pf-suspende-por-deslealdade-delegado-que-criticou-ex-diretor-geral.htm  https://www.congressoemfoco.com.br/noticia/10825/pf-processa-alexandre-saraiva-delegado-que-derrubou-ricardo-salles https://noticias.uol.com.br/ultimas-noticias/agencia-estado/2024/07/23/corregedoria-da-pf-suspende-por-deslealdade-delegado-que-criticou-ex-diretor-geral.htm 